# Capnella susanae
Capnella susanae är en korallart som beskrevs av Williams 1988. Capnella susanae ingår i släktet Capnella och familjen Nephtheidae. Inga underarter finns listade i Catalogue of Life.